# 국도 제39호선 (일본)

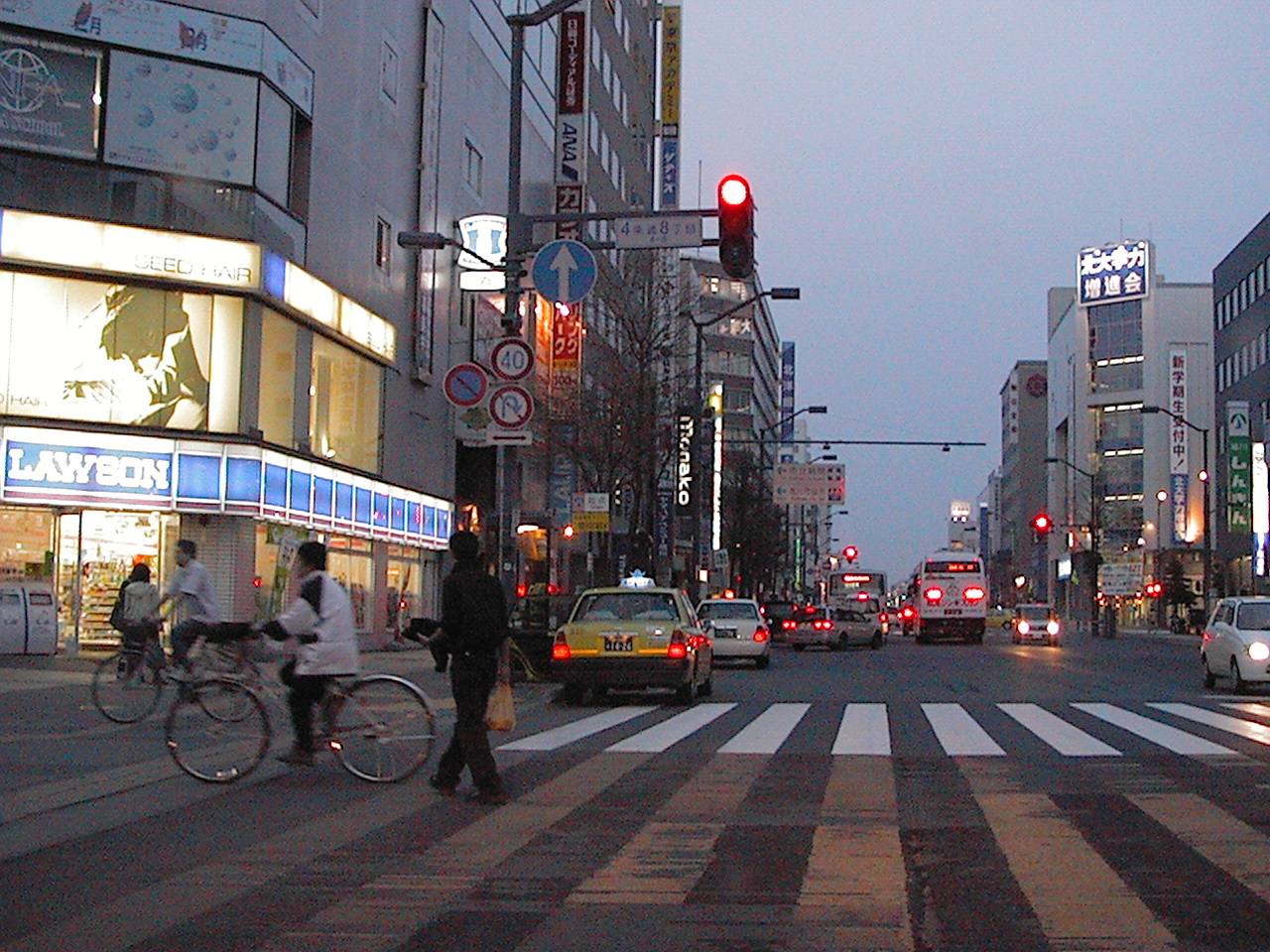
기점 전경

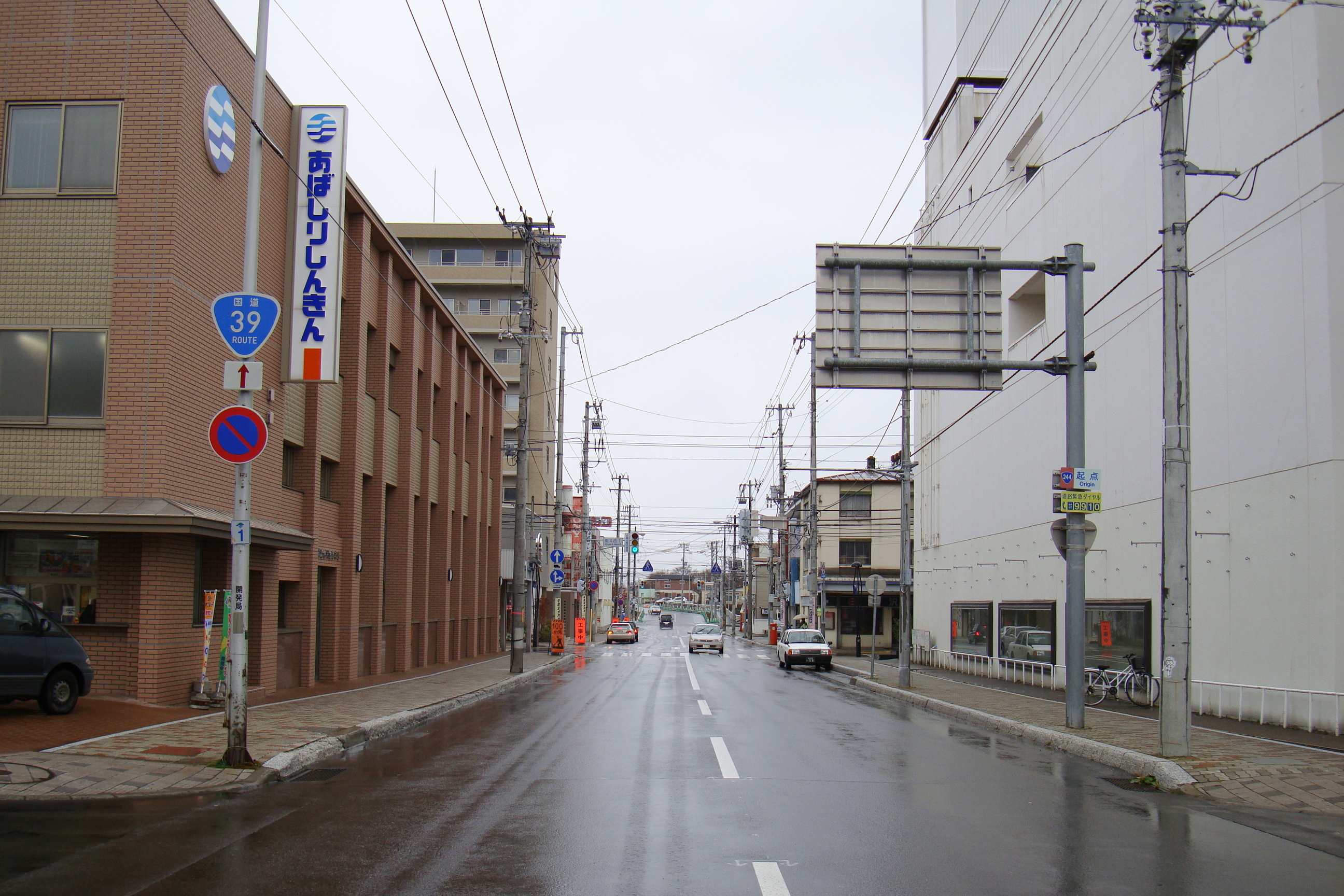
종점이며, 244번 국도와 교차하고 있는 모습

국도 제39호선(일본어: 国道39号)은 홋카이도 아사히카와시에서 아바시리시까지 이어지는 총 연장 235.0 km, 현도 215.7 km의 구간을 가진 일본의 일반 국도다.

## 노선 정보
- 기점 : 아사히카와시 (아사히카와시 4조토리 8초메 1703-5 : 4조토리 8·9초메 교차로 = 12번 국도의 종점)
- 종점 : 아바시리시 (아바시리시 미나미4조히가시 1초메 1-2 : 미나미4히가시1 교차로 = 244번 국도의 기점)
- 총 연장 : 235.0 km
- 실제 연장 : 235.0 km
  - 현도 : 215.7 km
  - 구도 : 없음
  - 신도 : 19.3 km
- 지정 구간 : 전 구간

## 연혁
- 1952년 12월 4일 : 1급 국도 39호선 (아사히카와시 ~ 아바리시)으로 지정 시행
- 1965년 4월 1일 : 1, 2급의 구분을 없애고 일반 국도 제39호선으로 전환

## 지리

### 통과하는 지자체
이 도로는 전선 홋카이도를 경유하며 구간은 다음과 같다.
- 가미카와 종합진흥국 관내
  - 아사히카와시 - 가미카와군 도마정 - 가미카와군 핏푸정 - 가미카와군 아이베쓰정 - 가미카와군 가미카와정
- 오호츠크 종합진흥국 관내
  - 기타미시 - 아바시리군 비호로정 - 아바시리군 오조라정 - 아바시리시

### 통과하는 도로

#### 고속도로·일반국도
- 아사히카와 몬베쓰 자동차도 (구 국도 제450호선)
- 국도 제12호선
- 국도 제273호선
- 국도 제242호선
- 국도 제333호선
- 국도 제240호선
- 국도 제334호선
- 국도 제238호선
- 국도 제244호선

#### 도도 (道道)
- 홋카이도도 제20호선
- 홋카이도도 제140호선
- 홋카이도도 제90호선
- 홋카이도도 제37호선
- 홋카이도도 제331호선
- 홋카이도도 제761호선
- 홋카이도도 제942호선
- 홋카이도도 제1122호선
- 홋카이도도 제101호선
- 홋카이도도 제140호선
- 홋카이도도 제640호선
- 홋카이도도 제223호선
- 홋카이도도 제849호선
- 홋카이도도 제300호선
- 홋카이도도 제88호선
- 홋카이도도 제247호선
- 홋카이도도 제307호선
- 홋카이도도 제103호선
- 홋카이도도 제143호선
- 홋카이도도 제245호선
- 홋카이도도 제555호선
- 홋카이도도 제943호선
- 홋카이도도 제7호선
- 홋카이도도 제27호선
- 홋카이도도 제261호선
- 홋카이도도 제122호선
- 홋카이도도 제217호선
- 홋카이도도 제943호선
- 홋카이도도 제1024호선
- 홋카이도도 제308호선
- 홋카이도도 제556호선
- 홋카이도도 제104호선
- 홋카이도도 제122호선
- 홋카이도도 제248호선
- 홋카이도도 제309호선
- 홋카이도도 제246호선
- 홋카이도도 제714호선
- 홋카이도도 제249호선
- 홋카이도도 제64호선
- 홋카이도도 제683호선
- 홋카이도도 제23호선
- 홋카이도도 제76호선
- 홋카이도도 제1083호선